# Héctor Zamora
Héctor Zamora (Cidade do México, 1974) é um artista contemporâneo mexicano, que vive desde 2007 em São Paulo. O artista estudou design gráfico na Universidad Autónoma Metropolitana, se interessando mais tarde em criar estruturas temporárias em espaços públicos. O trabalho do artista se destaca pelo modo como lida com a arquitetura, gerando pontos de tensão entre o real e o imaginário, entre o público e o privado . Seu trabalho foi mostrado em mostras como Bienal de Veneza, Bienal de São Paulo, Panorama da Arte Brasileira, além de instituições como Museen Beelden aan Zee na Holanda e Palais de Tokyo em Paris .